# Equinox (bulgarsk band)
 For alternative betydninger, se Equinox. (Se også artikler, som begynder med Equinox)
Equinox er et bulgarsk band der består af Zhana Bergendorff, Georgi Simeonov, Vlado Mihailov, Vlado Mihailov og Johnny Manuel. De repræsenterede Bulgarien i Eurovision Song Contest 2018 med sangen "Bones". De opnåede en 14. plads i finalen.